# Euglena verde
Euglena verde (științific Euglena viridis) este un organism unicelular (protozoar) care face parte (după Georgescu, 1997) din Regnul Protista, Subregnul Protozoa (gr. protos: primul, zoon: animal), Încrengătura Sarcomastigophora, Subîncrengătura Flagellata (Mastigophora), Clasa Phytomastigophorea. Euglena verde face legătura intre regnul animal si cel vegetal.

## Mediul de viață
Mediul de viață al euglenei verzi este cel acvatic. Euglena trăiește în lacuri, bălți și mlaștini cu apă dulce și sărată, dar mai ales în apă dulce.

## Morfologie

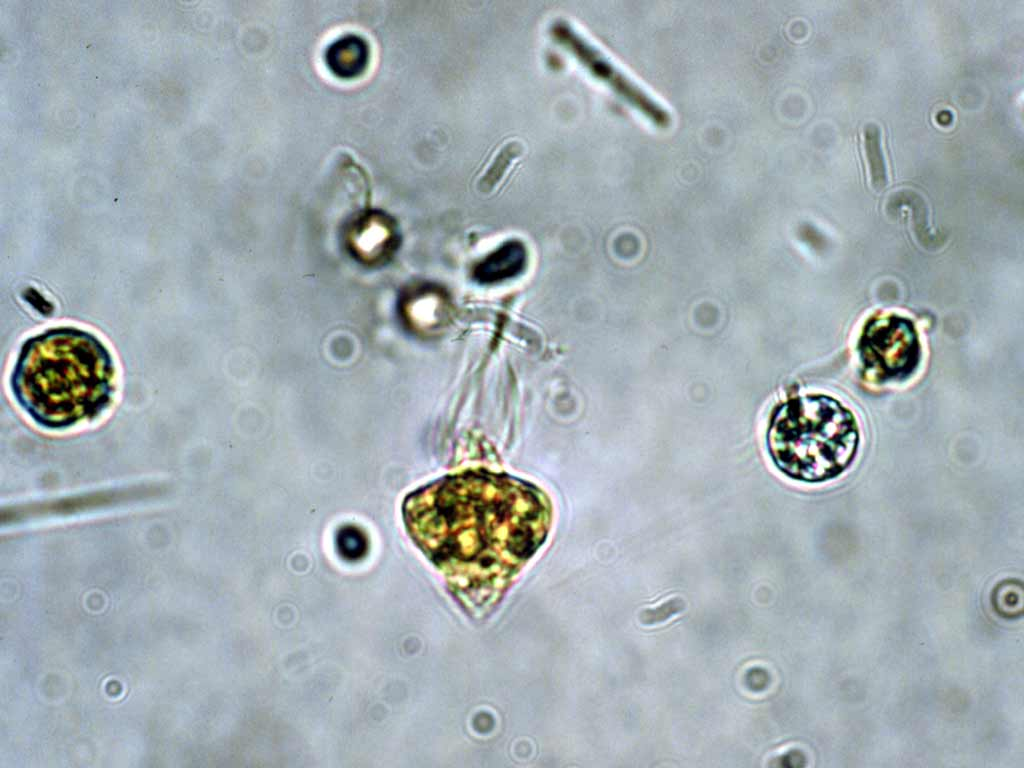
Mai multe euglene

Euglena verde are dimensiuni de 0,1 – 0,2 mm, iar forma sa este fusiformă. Conform numelui, are culoarea verde. Prezintă un flagel ce are o lungime de până la 1/3 din lungimea corpului, cu ajutorul acestuia putând să înoate rapid. Prezintă un singur grup de cloroplaste aranjate radial, în formă de stea (vizibile doar la microscopul electronic de mare putere). 
Euglena verde are corpul format dintr-o singură celulă cu: membrană, (care conține citoplasmă, cromatofori cu clorofilă, vacuolă contractilă, având rol în excreție, stigmă-organit fotosensibil (pata roșie)-, flagel), nucleu și corpusul bazal (care are rolul de a pune în mișcare flagelul).

## Funcții

### Funcții de relație

#### Sensibilitatea
Sensibilitatea euglenei verzi este asigurată prin pata portocalie situată la baza flagelului, iar astfel euglena verde se orientează spre lumină. De asemenea, prin membrană, ea simte uscăciunea, căldura, umiditatea, frigul etc.

#### Locomoția
Locomoția euglenei verzi se realizează prin înot, cu ajutorul flagelului și a corpusculului bazal (care pune în mișcare flagelul).

### Funcții de nutriție

#### Hrănirea
- Autotrofă își prepară  singură hrana prin fotosinteză (la lumină) cu ajutorul stigmei care este sensibila la lumina si cu care se orienteaza dupa lumina
- Heterotrofă își ia hrana (substanțele organice) gata preparată din mediul în care trăiește (la întuneric)
- Hrănire mixotrofă atât autotrofă cât și hetertrofă

#### Respirația
Pentru a trăi, euglena are nevoie de oxigen. Acesta trece în corpul animalului prin toată suprafața membranei. În citoplasmă au loc arderi, în urma cărora rezultă energia necesară vieții și dioxidul de carbon, care este eliminat tot prin membrana celulei.

#### Excreția
La baza flagelului se află o veziculă, care se dilată și se contractă ritmic, numită vacuolă contractilă. În vacuolă se strâng substanțele toxice de excreție din celulă și apă, iar când vacuola se contractă, ea elimină brusc, în afara organismului, aceste substanțe dăunătoare.

### Funcții de reproducere
Înmulțirea:
- în condiții de viață bune, euglena se înmulțește prin diviziune longitudinală

- în condiții nefavorabile aceasta se închistează

- inchistarea este procesul prin care se formeaza chistii cu functii incetinite si forma sferica , din care ,in conditii favorabile, se transforma din nou in euglena

## Imagini

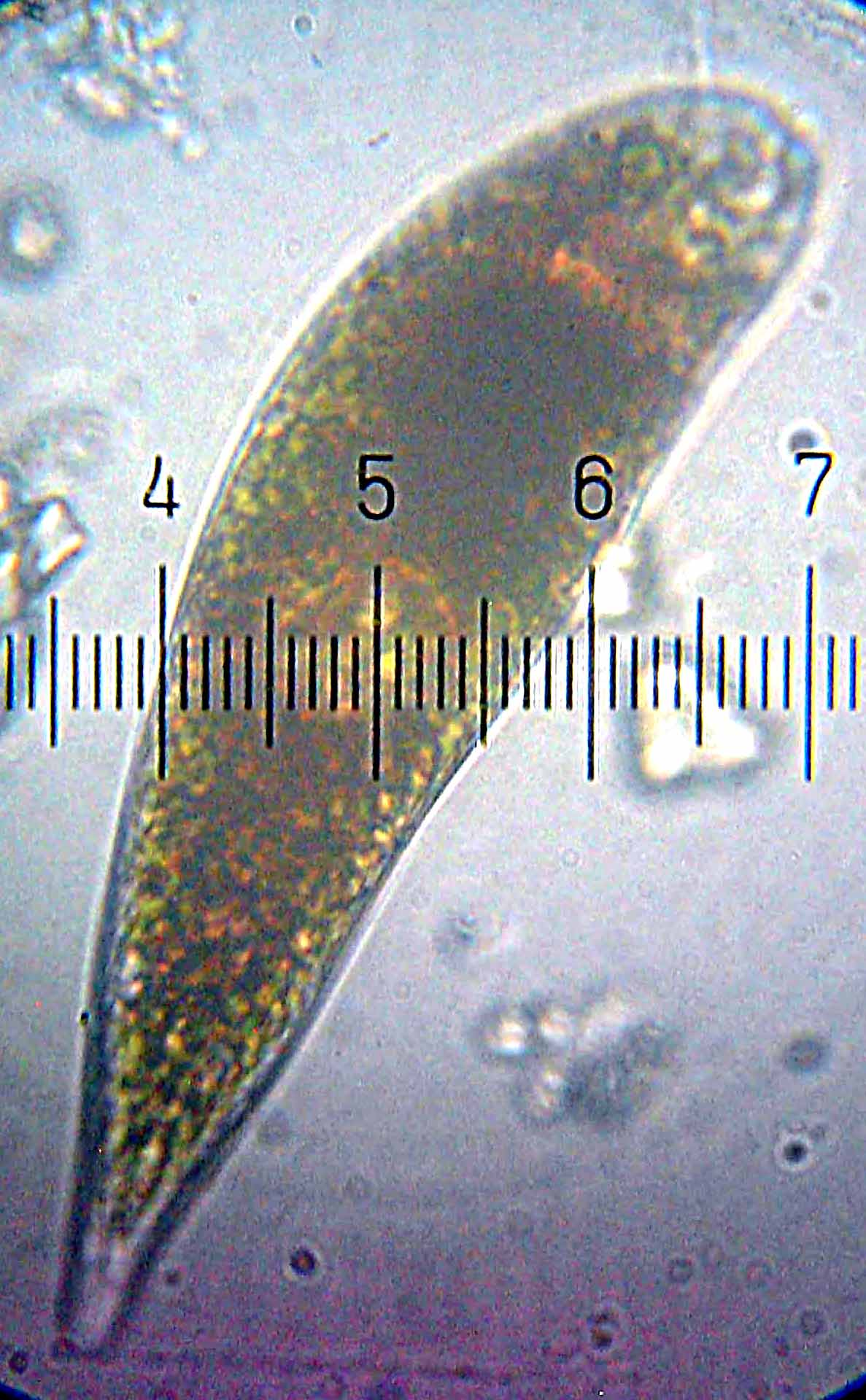